# Adolf Foller
Adolf Foller (12. listopadu 1863 – 19. ledna 1904 Baden) byl rakouský stavitel a politik německé národnosti z Dolních Rakous, na přelomu 19. a 20. století poslanec Říšské rady.

## Biografie
Byl stavebním mistrem.
Byl poslancem Říšské rady (celostátního parlamentu Předlitavska), kam usedl ve volbách roku 1897 za kurii městskou v Dolních Rakousích, obvod Baden, Mödling, Perchtoldsdorf atd. Ve volebním období 1897–1901 se uvádí jako Adolf Foller, městský stavební mistr, bytem Baden.
Kandidoval do Říšské rady za Německou lidovou stranu. Patřil mezi stoupence antisemitského hnutí Georga von Schönerera. Už v květnu 1897 se ale v tisku uvádí, že opustil poslanecký klub strany. Později přestoupil do Křesťansko-sociální strany a se svými bývalými stranickými kolegy vedl veřejné spory. V listopadu 1897 už za křesťanské sociály neúspěšně kandidoval do obecní rady v Badenu.
V závěru života čelil finanční tísni a jeho podniku hrozil bankrot. Zemřel ve věku 40 let v lednu 1904 na měknutí mozku ve špitálu v Badenu.